# Bedřich Bozděch
Bedřich Bozděch (13.listopadu 1887 Praha – 30. června 1968 Praha), byl český herec, operetní zpěvák a divadelní režisér.

## Život
Vyučil se typografem a v této profesi též pracoval. Před první světovou válkou začal vystupovat na pražských kabaretních scénách. Poté působil v Divadle Vlasty Buriana v Adrii, Švandově divadle na Smíchově, Karlínském divadle Variété a v Divadle Akropolis). Od roku 1937 působil v Tylově divadle v Nuslích (Divadlo Na Fidlovačce)

## Filmografie
Ztvárnil 51 vedlejších rolí v českých filmech (Počestné paní pardubické, Dařbuján a Pandrhola, Hrátky s čertem, Tři přání a další).

## Ocenění
- Zasloužilý umělec (1954)